# Sowjetisch-chinesischer Grenzkrieg (1929)
Der Sowjetisch-chinesische Grenzkrieg (Chinesisch 中東路事件, russisch Конфликт на Китайско-Восточной железной дороге; zu deutsch: Konflikt um die Ostchinesische Eisenbahn) war ein bewaffneter Konflikt zwischen der Union der Sowjetischen Sozialistischen Republiken (UdSSR) und der Chinesischen Republik, vertreten durch den regionalen Warlord Zhang Xueliang, um die Nutzung der Ostchinesischen Eisenbahn. Er entstand aus dem Versuch der Nordöstlichen Armee der Republik China im Sommer 1929, die alleinige Kontrolle Chinas über die Chinesische Ostbahn zu erlangen. Die Sowjetunion ergriff schnell Gegenmaßnahmen und begann eine militärische Invasion, welche die Chinesen zwang, die zuvor vereinbarte gemeinsame Verwaltung durch beide Staaten wieder anzuerkennen.
Der Konflikt war die erste Erprobung der reformierten Roten Armee, welche nach neuesten organisatorischen Prinzipien umstrukturiert war. Zeitweise waren bis zu 156.000 Soldaten – circa ein Fünftel der gesamten Roten Armee – an der Grenze zu der chinesischen Mandschurei stationiert. Es handelt sich um den umfangreichsten Kampfeinsatz sowjetischer Truppen zwischen dem Russischen Bürgerkrieg und dem Zweiten Weltkrieg.

## Vorgeschichte
Im Juli 1919, während des Russischen Bürgerkriegs, hatte der stellvertretende Volkskommissar des Auswärtigen Amtes Sowjetrusslands, Lew Karachan, der chinesischen Regierung in einem Telegramm zugesagt, dass seine Regierung die Rückgabe der Ostchinesischen Eisenbahn an die Republik China plane, ohne eine finanzielle Kompensation dafür zu verlangen. Ziel dieses Telegramms war es, die diplomatischen Beziehungen zu China zu verbessern und – im Kontrast zu den Bestimmungen des Versailler Vertrages vom 28. Juni 1919, der das vormals deutsche Pachtgebiet Kiautschou unter japanische Verwaltung gestellt hatte – Sowjetrussland und den Marxismus in einem positiven Licht erscheinen zu lassen. In einer zweiten Fassung des Telegramms, die innerhalb der Sowjetunion zirkulierte, wurde die Rückgabe (besonders ohne finanzielle Kompensation) nicht erwähnt.
In einem geheimen Protokoll vom 14. März 1924 erklärte die chinesische Regierung, dass jegliche Abmachungen, Verträge und diplomatischen Dokumente, die zwischen der Sowjetunion und China geschlossen wurden für nichtig erklärt würden, bis eine Konferenz diese neu aushandeln könne. Somit wurden alle Beziehungen zwischen beiden Staaten bis auf weiteres annulliert und von einer Konferenz abhängig gemacht. Dies gab der sowjetischen Regierung die Möglichkeit, sich an Zhang Xueliang zu wenden, welcher Kontrolle über die Mukden-Regierung hatte und einer Verhandlung zwischen China und Russland über eine gemeinsame Nutzung der Eisenbahn bisher im Weg stand. Schließlich einigten sich alle drei Parteien auf die gemeinsame Kontrolle der Eisenbahn, wobei die Sowjets mehr Rechte hatten als die Chinesen oder Zhang.
Im Laufe der folgenden Jahre besetzten die Sowjets immer mehr Stellen der Bahn mit ihren eigenen Landsleuten. Außerdem kontrollierten sie den Chef der Ostchinesischen Eisenbahn zusehends. Mitte des Jahres 1929 versuchten die Chinesen schließlich, die Kontrolle über die Eisenbahn allein zu übernehmen. Chinesische Truppen stürmten das sowjetische Konsulat in Harbin und arrestierten den Leiter der Ostchinesischen Eisenbahn. Daraufhin nahmen die Sowjets chinesische Staatsbürger in der UdSSR fest. Am 19. Juli unterbrach die UdSSR alle diplomatischen Beziehungen zu China. 20 % der gesamten sowjetischen Streitkräfte wurden mobilisiert, um sich auf eine Intervention vorzubereiten. Sowjetische Kriegsschiffe richteten als Drohgebärden ihre Geschütze auf chinesische Städte und Luftstreitkräfte überflogen chinesische Grenzregionen. Die chinesische Regierung war äußerst überrascht von dieser aggressiven Reaktion auf die Ereignisse und Zhang bemühte sich darum, antikommunistische Russen zu rekrutieren. In Moskauer Kreml zögerte man zunächst direkt zu intervenieren, da eine Reaktion Japans zu erwarten wäre, sollte die Rote Armee in der Mandschurei einmarschieren. Erst als sicher erschien, dass Japan nicht intervenieren würde, befahl Josef Stalin am 6. August der Besonderen Rotbanner-Fernostarmee unter Wassili Blücher den Einmarsch in die Mandschurei, um die Eisenbahn unter enormen militärischem Aufwand wieder unter ihre Kontrolle zu bringen.

## Konflikt
Kleinere Scharmützel waren bereits im Juli ausgebrochen. Die erste militärisch bedeutsame Schlacht fand am 17. August 1929 statt, als die Sowjets Chalainor attackierten. Chinesische Truppen zogen sich in Gräben und Befestigungen zurück und verteidigten sich mit Maschinengewehren. Die sowjetischen Streitkräfte erlitten hohe Verluste.
Blücher entwarf nach dieser Schlacht einen Plan, der eine Offensive in zwei Etappen vorsah. Zuerst sollten die chinesischen Marinestreitkräfte zerstört werden, danach die Bodentruppen durch schnelles Manövrieren eingekesselt werden. Die sowjetische Marine begann im Oktober ihre Flotte den Amur und den Songhua zu fahren, um dort Lahasusu einzunehmen. Nach einem Sieg über die chinesischen Schiffe gelang der Durchbruch nach Lahasusu. Dadurch wurden die chinesischen Streitkräfte gezwungen, nach Fujin zu marschieren. Auf ihrem Weg plünderten die Soldaten zahlreiche Dörfer und töteten Zivilisten, die ihnen über den Weg kamen. Die Sowjets verhielten sich neutral gegenüber der Zivilbevölkerung bzw. ermutigten viele, sich dem Kampf gegen die Chinesischen Streitkräfte anzuschließen. Das Plündern und Töten von Zivilisten wurde strengstens untersagt.
Ab dem 17. November sollte das weitere sowjetische Vorgehen in zwei Phasen unterteilt werden. Zunächst sollte um Manzhouli herum in die Region von Chalainor vorgerückt werden. Nachdem die Region unter sowjetische Kontrolle gebracht war, sollte sich die Armee Manzhouli zuwenden. Dort zeigte sich, dass die chinesischen Streitkräfte nicht vorbereitet waren für einen Kampf und stattdessen während ihrer Flucht Häuser und Geschäfte plünderten. Die Sowjets hatten ihr Ziel erreicht: am 26. November war die chinesische Regierung bereit zu Gesprächen über einen neuen Vertrag unter sowjetischen Vorgaben. Nach langen Debatten unterzeichnete die chinesische Delegation den Vertrag von Chabarowsk. In diesem wurde der Status quo ante wiederhergestellt.

## Folgen
Der Sieg der Sowjets zeigte der Welt, wie die UdSSR mithilfe von Propaganda innerhalb der chinesischen Zivilbevölkerung für den Kommunismus warb. Weiterhin sorgten falsche Radiomitteilungen und verteilte sowjetische Broschüren für Verwirrung unter den chinesischen Truppen. Die Vereinigten Staaten, Frankreich und Großbritannien erwiesen der Sowjetunion ihre Ehrerweisung für den Sieg über China. Mit der gezielten Nutzung sowohl diplomatischer als auch militärischer Mittel war es der UdSSR gelungen, ihre geopolitischen Ziele durchzusetzen. Dies wurde international sowohl bewundert wie auch gefürchtet.
Was die Mandschurei betraf, ließ der Konflikt ein Machtvakuum in der Region entstehen, was es dem japanischen Kaiserreich später erleichterte, seinen Einfluss dorthin auszuweiten. Nachdem Japan beobachtet hatte, wie schnell die chinesischen Streitkräfte besiegt waren, handelten die japanischen Streitkräfte nach ähnlichem Prinzip im Jahr 1931 (Mukden-Zwischenfall). Zu diesem Zeitpunkt besetzte Japan auch die sowjetisch kontrollierte Zone. Die UdSSR war aber noch nicht stark genug, es im Fernen Osten mit Japan aufzunehmen. Stalin blieb neutral und schließlich verkaufte man die Rechte an der Ostchinesischen Eisenbahn im März 1935 an den japanischen Marionettenstaat Mandschukuo.
In der Sowjetunion selbst wurden zu dieser Zeit Tausende von dort lebenden Chinesen inhaftiert und zu Geldstrafen gezwungen unter dem Vorwand, der Bourgeoisie anzugehören oder Feinde des Staates zu sein. So schätzte eine Zeitung am 14. September 1929, dass zum damaligen Zeitpunkt mehr als 1000 Chinesen gefangen genommen worden seien und sich bereits ca. 7000 Chinesen im Gefängnis von Wladiwostok befänden. Nach dem Friedensvertrag wurden die meisten Chinesen freigelassen, aber jeglicher beschlagnahmter Besitz wurde nicht zurückgegeben oder erstattet.